# Elisa und Marcela
Elisa und Marcela (Originaltitel: Elisa y Marcela, englischsprachiger Titel: Elisa & Marcela) ist ein spanischer Spielfilm von Isabel Coixet aus dem Jahr 2019. Der Film dramatisiert die wahre Geschichte um die erste geschlossene gleichgeschlechtliche Ehe in Spanien zwischen den Grundschullehrerinnen Elisa Sánchez Loriga und Marcela Gracia Ibeas am 8. Juni 1901 in A Coruña.
Das Melodram wurde am 13. Februar 2019 im Wettbewerb der 69. Berlinale uraufgeführt.

## Handlung

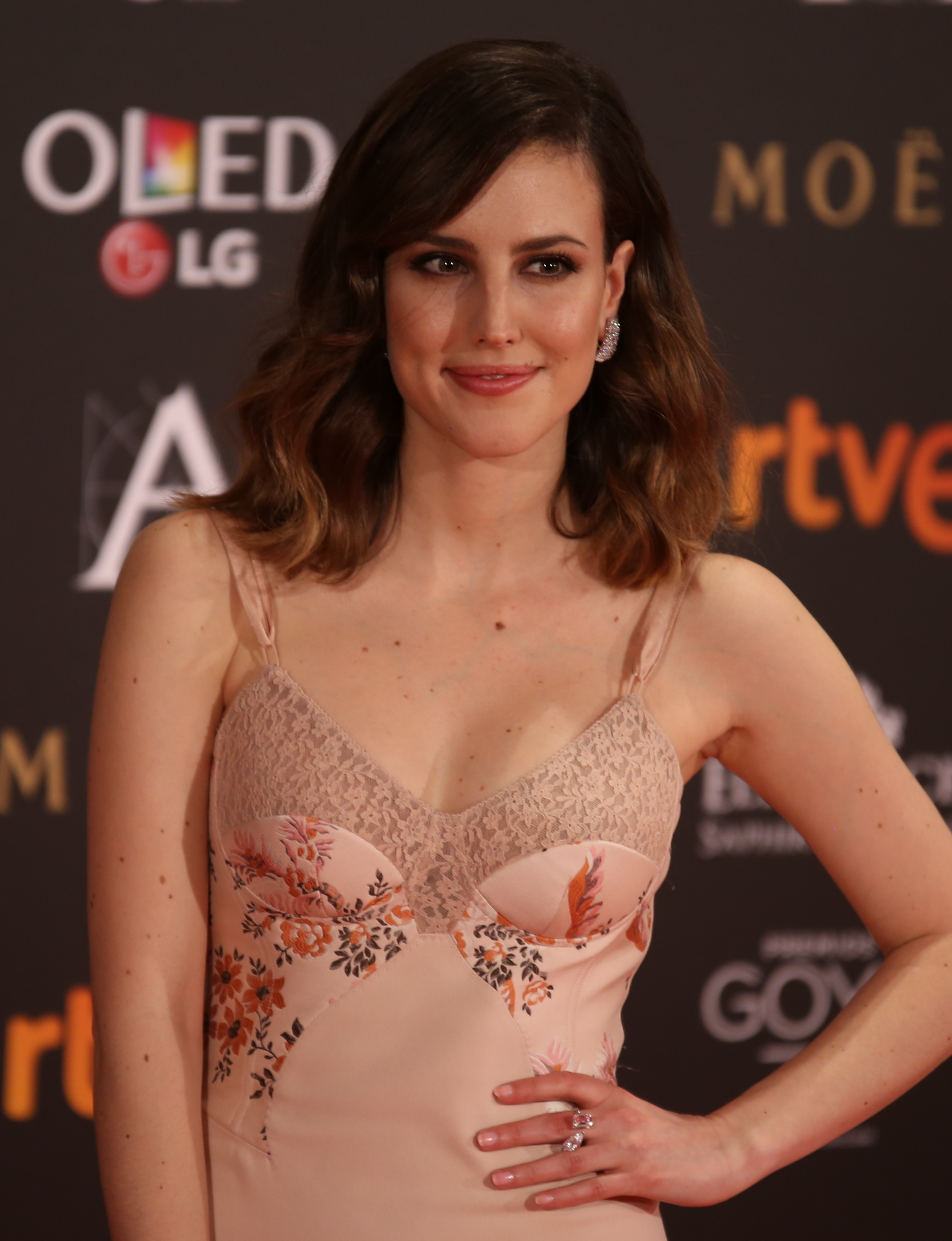
Natalia de Molina übernimmt im Film den Part der Elisa

Spanien, im 19. Jahrhundert: Marcela freundet sich an ihrem ersten Tag auf dem Gymnasium mit Elisa an. Aus der engen Freundschaft entwickelt sich bald eine romantische Beziehung zwischen den beiden. Marcelas Eltern werden aber misstrauisch und beschließen, ihre Tochter auf ein Internat zu schicken. Jahre später haben sich Elisa und Marcela zu Lehrerinnen ausbilden lassen und treffen wieder aufeinander. Die alten Gefühle flammen wieder auf und beide beschließen, ein gemeinsames Leben zu führen. Um dem sozialen Druck und dem Gerede ihrer katholischen Mitmenschen zu entgehen, schmieden Elisa und Marcela einen Plan. Elisa will die Stadt für einige Zeit verlassen, um als Mann verkleidet wiederzukommen und Marcela zu heiraten. Tatsächlich heiraten beide 1901 in der Kirche von San Jorge in A Coruña.

## Hintergrund

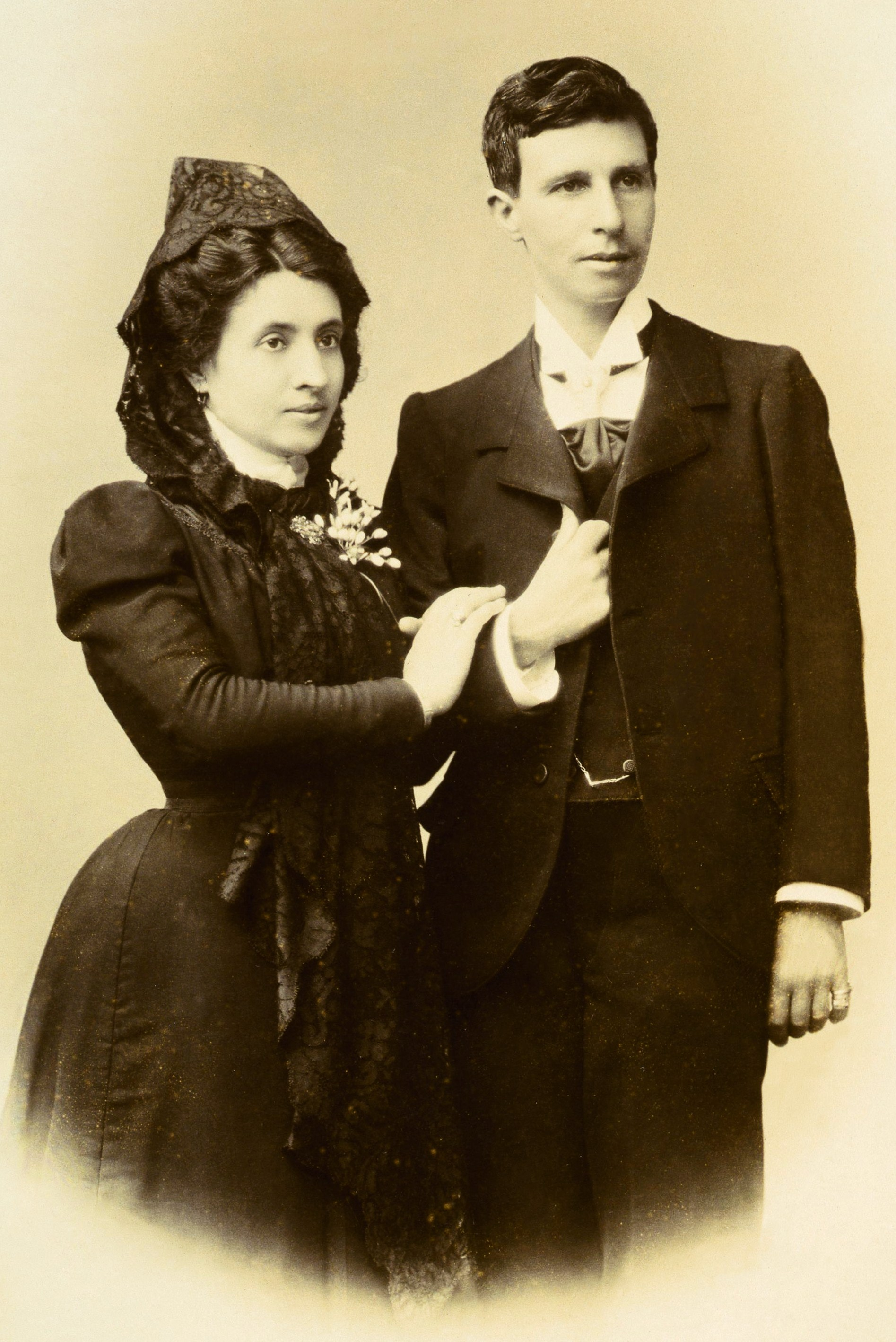
Original-Hochzeitsfoto von Marcela und Elisa (1901)

Verfilmt wurde Elisa und Marcela in Schwarz-Weiß-Bildern und in Form von Briefwechseln an Drehorten zwischen Katalonien und Galicien. Für Isabel Coixet sei der Film ein langgehegtes Projekt gewesen: „Als ich die Geschichte zwischen diesen beiden Frauen entdeckte, die zu dieser Zeit nicht nur die Gesellschaft, sondern auch die Kirche und den Konventionalismus mit solchem Mut und unglaublicher Leidenschaft herausforderten, wusste ich, dass es eine Geschichte war, die ich erzählen wollte und musste“, so die Filmemacherin.
Bei dem Film handelt es sich um eine Produktion von Rodar y Rodar in Zusammenarbeit mit Film Factory. Elisa und Marcela wurde 2019 über den Streaming-Dienst Netflix veröffentlicht.

## Rezeption
Noch vor der Premiere von Elisa und Marcela auf der Berlinale unterschrieben laut Arbeitsgemeinschaft Kino – Gilde deutscher Filmkunsttheater ca. 160 Kinobetreiber einen an Festivaldirektor Dieter Kosslick und Kulturstaatsministerin Monika Grütters adressierten Aufruf, der zum Ausschluss von Coixets Film aus dem Wettbewerb aufforderte. Die Befürchtung ist, dass der Film nicht regulär im Kino startet, sondern von der Streamingplattformen Netflix, die die Vertriebsrechte hält, online vermarktet wird. Nach Angaben der Berlinale sei aber ein regulärer Kinostart in Spanien geplant.
Der Film erhielt im internationalen Kritikenspiegel der britischen Fachzeitschrift Screen International 1,4 von vier möglichen Sternen und belegte damit den letzten Platz unter allen 16 Berlinale-Wettbewerbsfilmen. Emin Alpers Eine Geschichte von drei Schwestern und Nadav Lapids Synonymes (je 3,0) führten die Rangliste an.

## Auszeichnungen
Mit Elisa und Marcela konkurrierte Isabel Coixet zum vierten Mal nach 2003, 2008 und 2015 bei den Internationalen Filmfestspielen Berlin um den Goldenen Bären, den Hauptpreis des Festivals. Der Film befand sich auch in der Auswahl für den Teddy Award, blieb aber jeweils unprämiert.